# Dhanbidhoo
Dhanbidhoo is een van de bewoonde eilanden van het Laamu-atol behorende tot de Maldiven.

## Demografie
Dhanbidhoo telt (stand maart 2007) 378 vrouwen en 511 mannen.